# Schizocosa krynickii
Schizocosa krynickii este o specie de păianjeni din genul Schizocosa, familia Lycosidae. A fost descrisă pentru prima dată de Thorell, 1875.
Este endemică în Ucraina. Conform Catalogue of Life specia Schizocosa krynickii nu are subspecii cunoscute.